# Villers-lès-Mangiennes
Villers-lès-Mangiennes település Franciaországban, Meuse megyében. Lakosainak száma 71 fő (2022. január 1.). Villers-lès-Mangiennes Mangiennes, Merles-sur-Loison, Romagne-sous-les-Côtes és Saint-Laurent-sur-Othain községekkel határos.

## Népesség
A település népessége az elmúlt években az alábbi módon változott:
| Lakosok száma | 101  | 93   | 86   | 78   | 75   | 79   | 81   | 80   | 77   | 71   |
|               | 1968 | 1982 | 1990 | 2006 | 2013 | 2015 | 2017 | 2019 | 2020 | 2022 |